# La Tranche-sur-Mer
La Tranche-sur-Mer település Franciaországban, Vendée megyében. Lakosainak száma 3129 fő (2022. január 1.). La Tranche-sur-Mer Angles, Grues, Longeville-sur-Mer és L’Aiguillon-la-Presqu’île községekkel határos.

## Népesség
A település népességének változása:
| Lakosok száma | 2774 | 2863 | 2972 | 2905 | 2924 | 2904 | 2980 | 3054 | 3129 |
|               | 2013 | 2015 | 2016 | 2017 | 2018 | 2019 | 2020 | 2021 | 2022 |